# Fragmenty muru getta w Krakowie
Fragmenty muru getta w Krakowie – zachowane fragmenty muru wyznaczającego od 1941 granicę pomiędzy krakowskim gettem a „aryjską" częścią miasta.

## Historia
Getto krakowskie zostało założone 3 marca 1941. W kwietniu tego samego roku polscy murarze rozpoczęli wznoszenie wokół getta wysokiego muru o półkolistych zwieńczeniach przypominających kształtem żydowskie nagrobki (macewy). W ciągu muru znajdowały się cztery bramy wjazdowe: na placu Zgody (obecnie placu Bohaterów Getta), u wylotu ul. Lwowskiej, obok ul. Limanowskiego oraz u wylotu tejże ulicy na Rynek Podgórski. Bramy do getta były strzeżone przez żandarmerię niemiecką i polską policję (tzw. policję granatową).
13 marca 1943 rozpoczęto likwidację getta. Wówczas mur w większość został zlikwidowany. Zachowały się jedynie jego niewielkie fragmenty; między budynkami przy ulicy Lwowskiej 25–29 oraz z tyłu budynku znajdującego się przy ulicy Bolesława Limanowskiego 62. Później na murze zamontowano tabliczki upamiętniające więzionych tu Żydów. Tekst na nich został napisany zarówno w języku polskim, jak i w jidysz. Długość zachowanych fragmentów muru wynosi około 50 metrów.
W 2000, 2013 oraz 2021 roku mur poddano konserwacji. 29 listopada 2013 roku fragmenty muru krakowskiego getta zostały wpisane do rejestru zabytków nieruchomych.

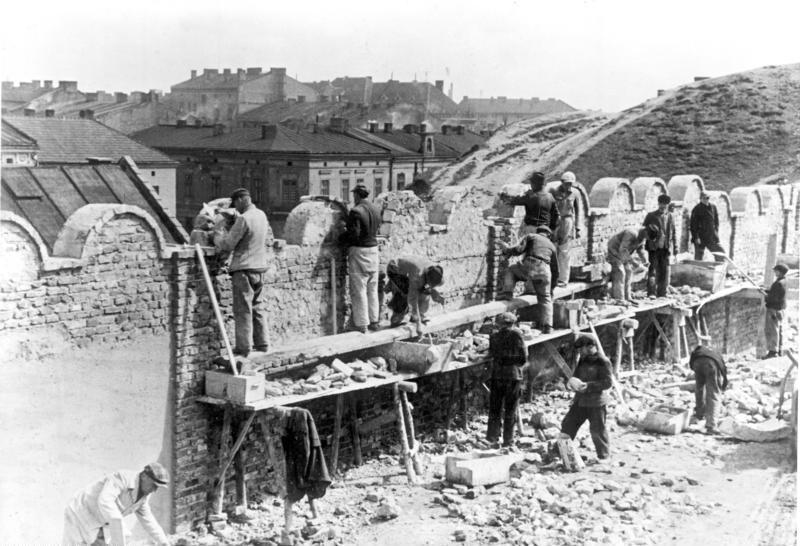
Wznoszenie murów getta na Wzgórzu Lasoty, maj 1941
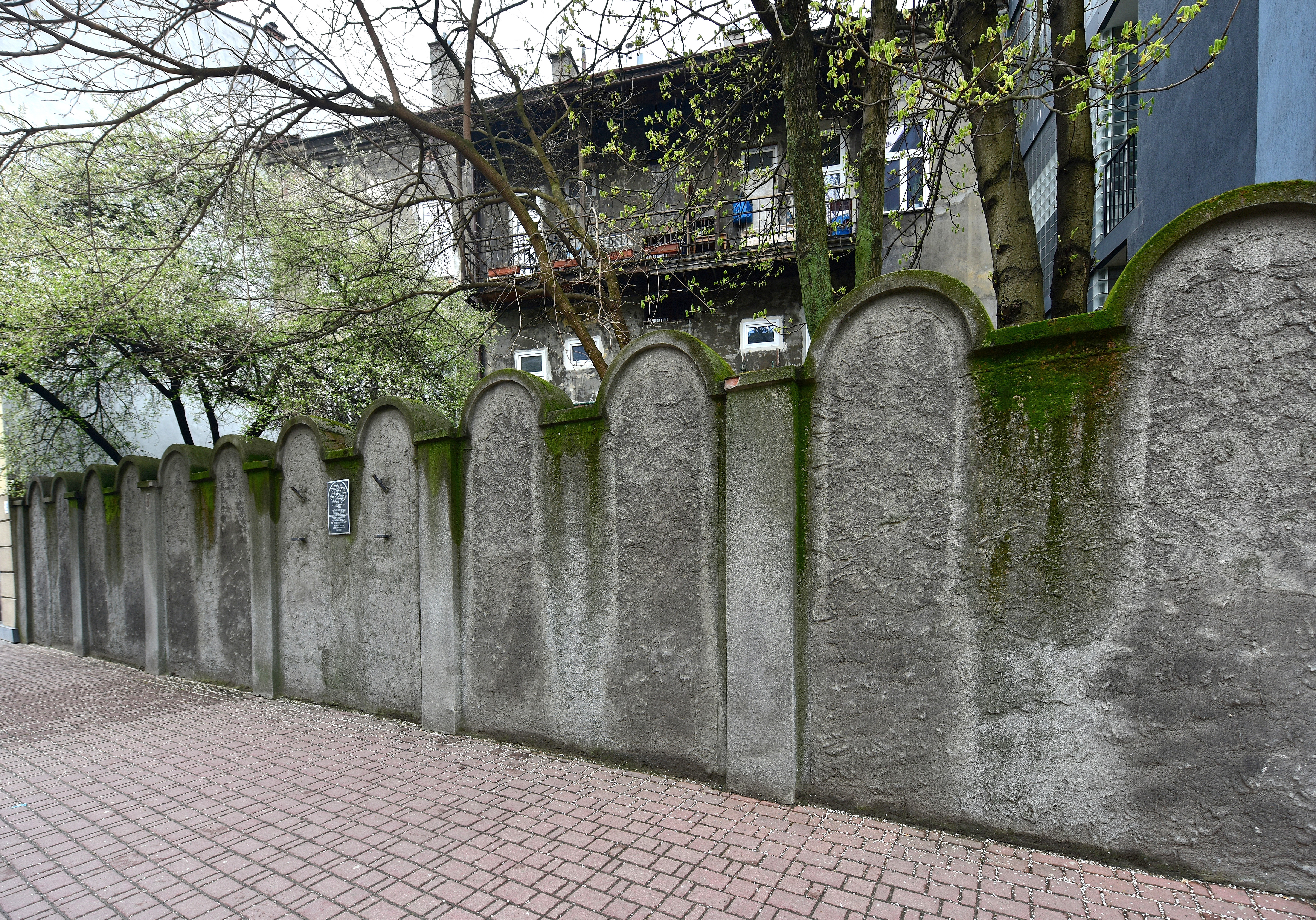
Zachowany fragment muru przy ul. Lwowskiej 27
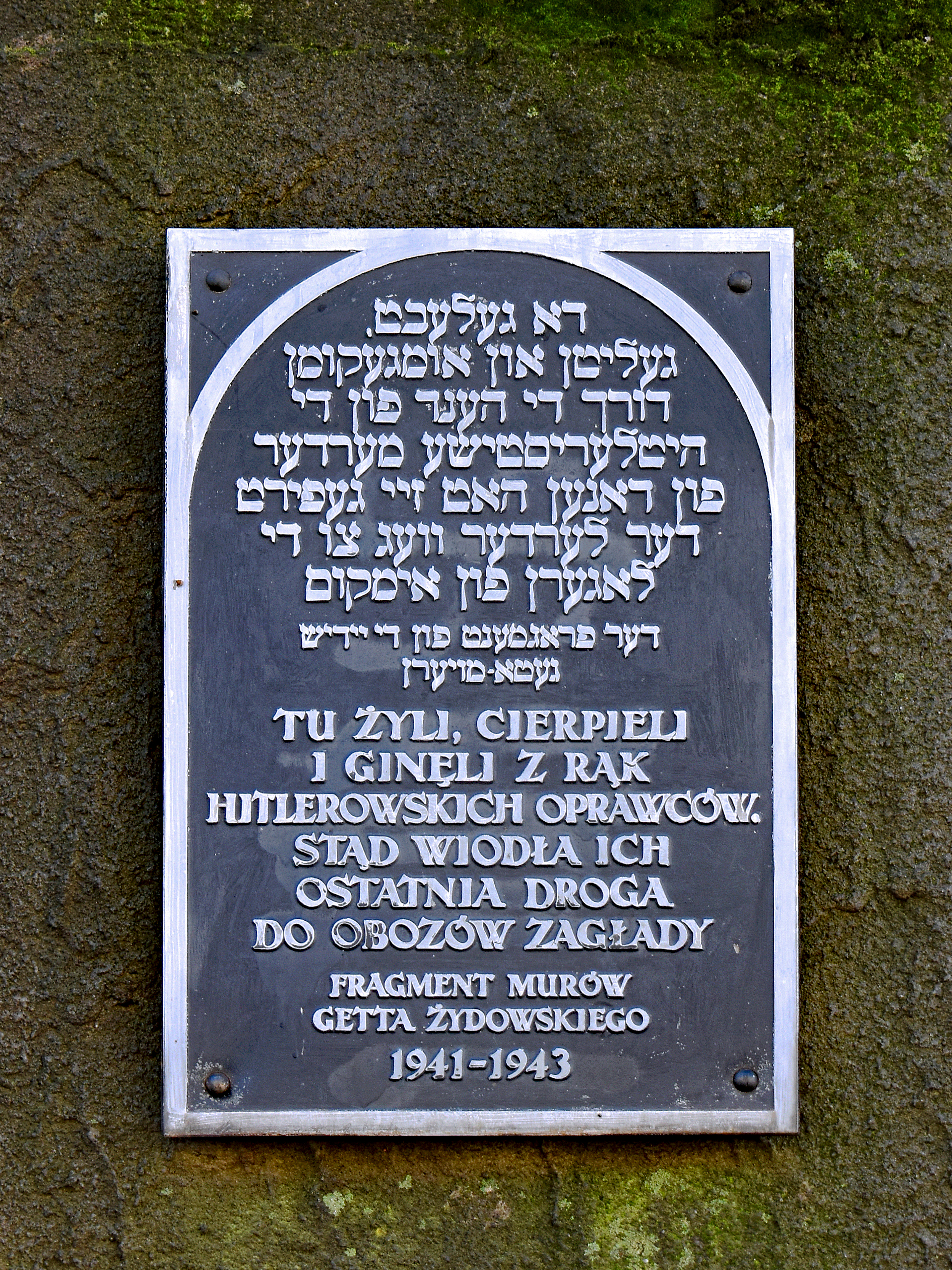
Tablica pamiątkowa na murze przy ul. Lwowskiej
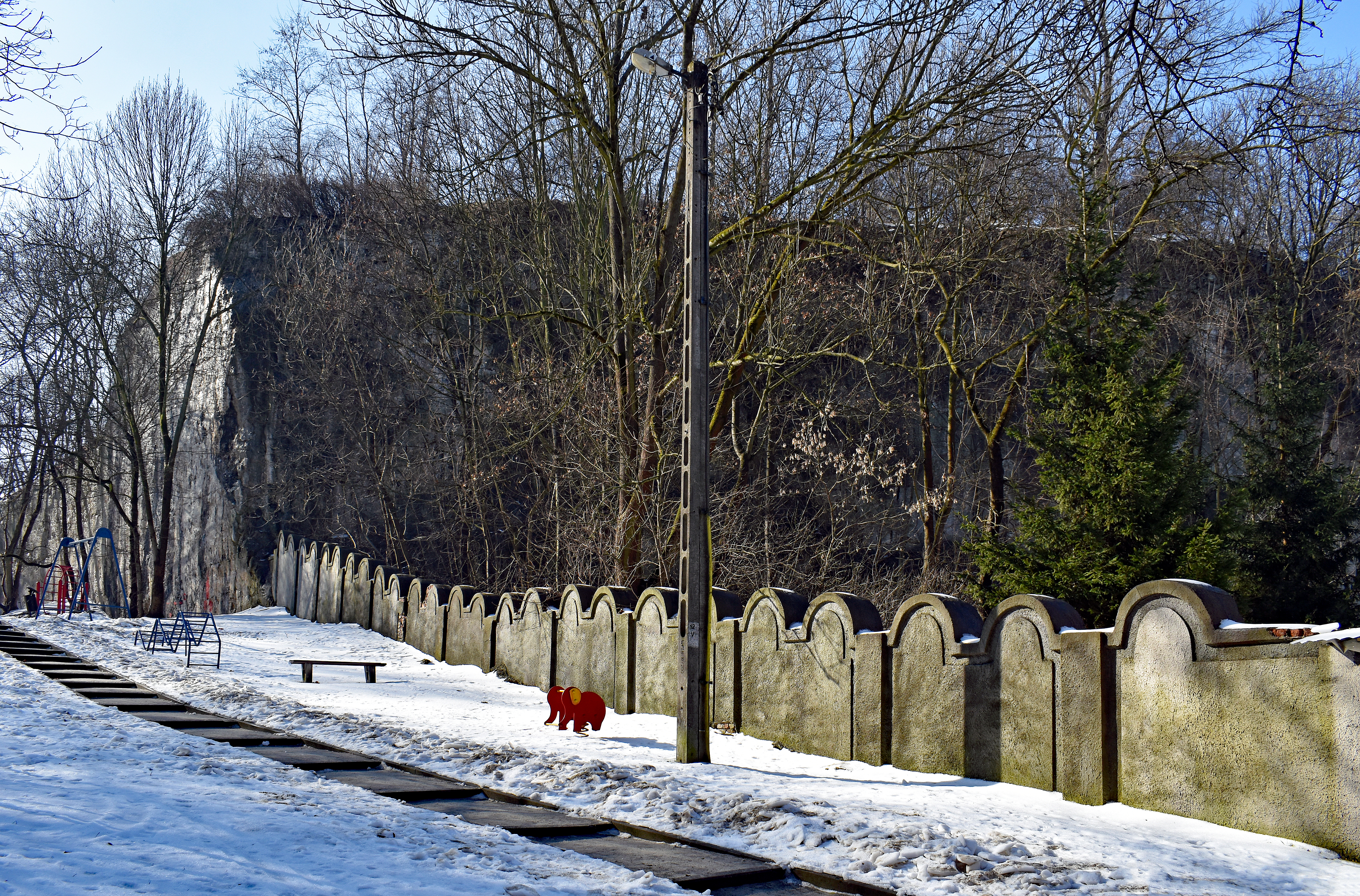
Zachowany fragment muru przy ul. B. Limanowskiego 62